# Эмиграция

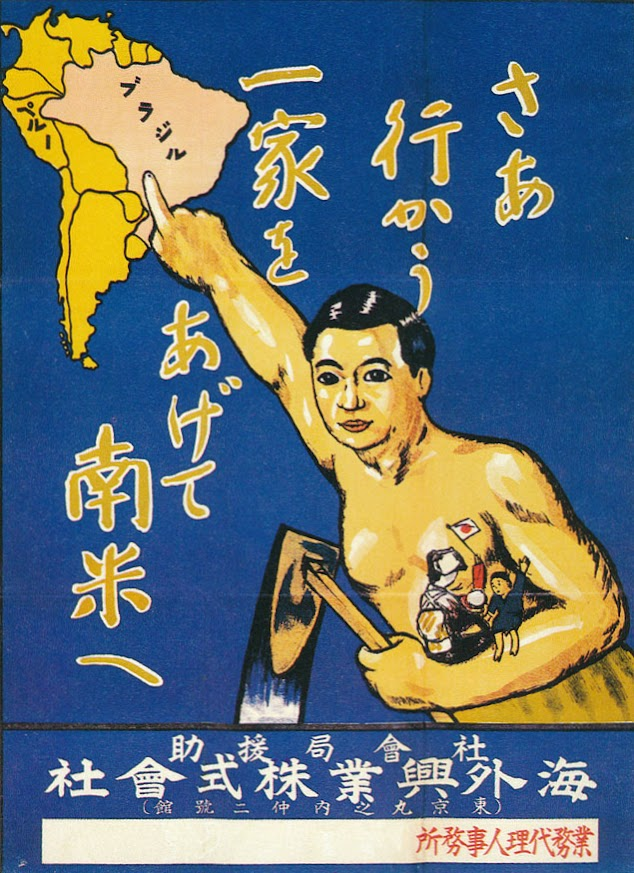
Японский правительственный плакат, рекламирующий Южную Америку

Эмигра́ция (от лат. emigro — «выселяюсь») — выселение из родной страны навсегда, с прекращением всех к ней отношений; переселение из одной страны в другую по экономическим, политическим, личным и другим обстоятельствам. Указывается по отношению к стране, из которой эмигрирует население.

## Описание
Эмиграция представляет собой самостоятельное решение о переселении лица или семьи, в отличие от насильственного переселения — выселения из страны или депортации. Причины эмиграции — война, голод, бедность, политические репрессии, этнические конфликты, межконфессиональные противоречия, природные и экологические катастрофы, воссоединение семьи, дискриминация (национальная, религиозная, социальная и так далее), невозможность получить образование, профессию, работу, трудности в реализации творческих, профессиональных, экономических и других личных и семейных планов в стране проживания.

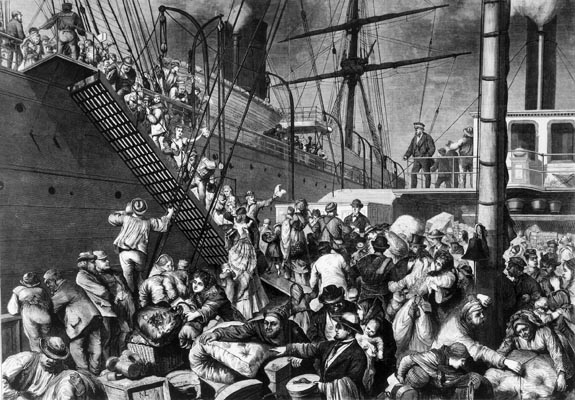
Погрузка немецких эмигрантов на пароход, следующий в Америку (ок. 1850)

В отличие от просто миграции внутри района или между районами страны, эмиграция связана с выездом из страны, то есть подразумевает пересечение границы. Эмиграция отличается от кратковременных поездок с личными и деловыми целями или туристических путешествий тем, что обязательно связана со сменой постоянного места жительства.
Эмиграция совсем не обязательно подразумевает приобретение или смену гражданства или подданства. Россия, в частности, разрешает своим гражданам иметь второе гражданство.
Противоположный эмиграции процесс — иммиграция, то есть приезд в страну на постоянное место жительства.
Реэмиграция — возвращение эмигранта в страну первоначального проживания, возвратная миграция.
В отличие от реэмиграции, репатриация — возвращение на свою родину либо родину своих предков, а не в страну первоначального проживания.
Эмигранты за пределами своей страны — этнической родины формируют диаспору.
Особенностью языка эмигрантов является интерференция, наличие иноязычных вкраплений, нарушение интонационного рисунка речи. Среди эмигрантов выделяются дети с языковым наследием, которые являются билингвами, сохранившими остаточные знания родного языка.
Научным изучением эмиграции занимается миграциология.

## История
Мировая миграция населения имеет давнюю историю. В частности, открытие Америки привело к миграции туда населения из Европы. До 1820-х годов, не считая ввезенных в Америку рабов, туда прибыли примерно 2,6 млн. человек. Число эмигрантов из Европы возросло с 300 000 в год в 1846 году до более чем 1 млн. к концу XIX века. Подавляющее большинство их переселялось в США, но с середины 1880-х годов значительное число эмигрантов из Европы направилось и в Южную Америку (прежде всего в Аргентину и Бразилию), а в начале XX века — в Канаду. Из Великобритании эмигранты направлялись также в Австралию, Новую Зеландию и Южную Африку. 
На начало XX столетия по величине эмиграции:
- первое место принадлежало Италии, откуда эмигрировало ежегодно около 280 000 человек;
- следующее место принадлежало Великобритании (260 000 человек);
- Венгрии (100 000 человек);
- Австрии (120 000 человек);
- Германии (36 000 человек);
- Испании (50 000 человек);
- Португалии (24 000 человек);
- Швеции (40 000 человек);
- Норвегии (20 000 человек);
- Франции (10 000 человек)[1].

В конце XX века стала нарастать миграция из развивающихся стран в развитые. Так, Западная и Южная Европа стали
принимать иммигрантов из Азии и Африки. После распада СССР в 1990-е годы Западная Европа также стала принимать иммигрантов из постсоветских государств. В результате этого чистая годовая иммиграция в страны Европейского союза сейчас превосходит иммиграцию в США.
По данным на 2021 год, основными странами по величине эмиграции были Индия, Мексика, Россия, Китай, Сирия, Бангладеш и Пакистан.

## Во Франции
Слово «эмигрант» (фр. émigré) имеет французское происхождение.

## В России
- Религиозная эмиграция из России и СССР
- Белая эмиграция (эмиграция первой волны)
- из СССР:
  - эмиграция второй волны (1941—1945);
  - эмиграция третьей волны (1965—1986);
  - эмиграция четвёртой волны (1987—1990-е)
- из РФ:
  - эмиграция пятой волны (2000-е — н. в.)

Значительная часть эмиграции была вызвана преследованиями со стороны властей, в частности, по этой причине ещё как минимум в XIX веке сложились устойчивые потоки эмиграции из России евреев, мусульман, неподконтрольных РПЦ христиан, оппозиционеров и других категорий населения.

## Отражение в искусстве

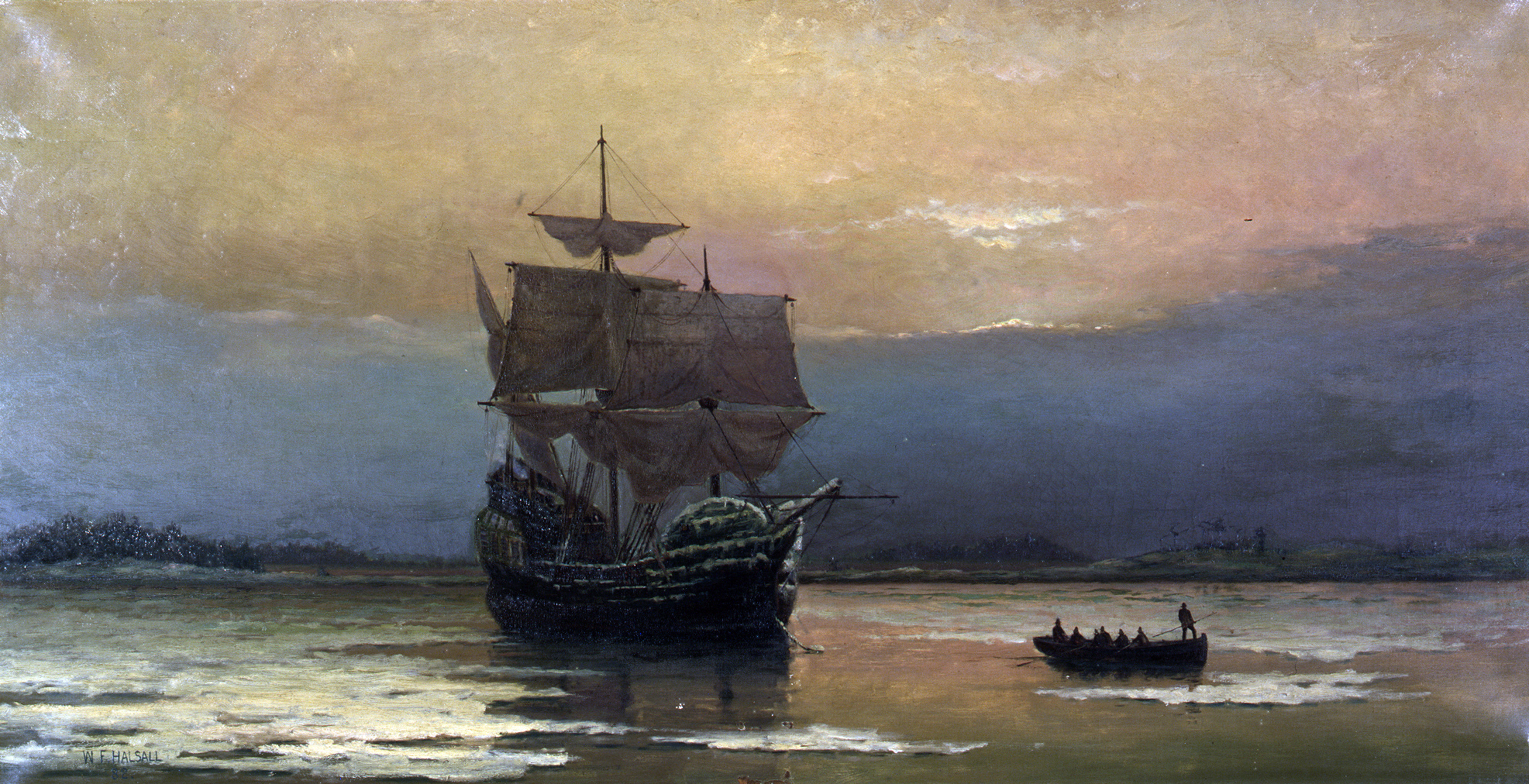
Мэйфлауэр. Корабль, в 1620 году доставивший первых эмигрантов в Северную Америку. Холсалл, Вильям. 1882 год
Прощание с Англией, картина Форда Мэдокса Брауна. 1855 год
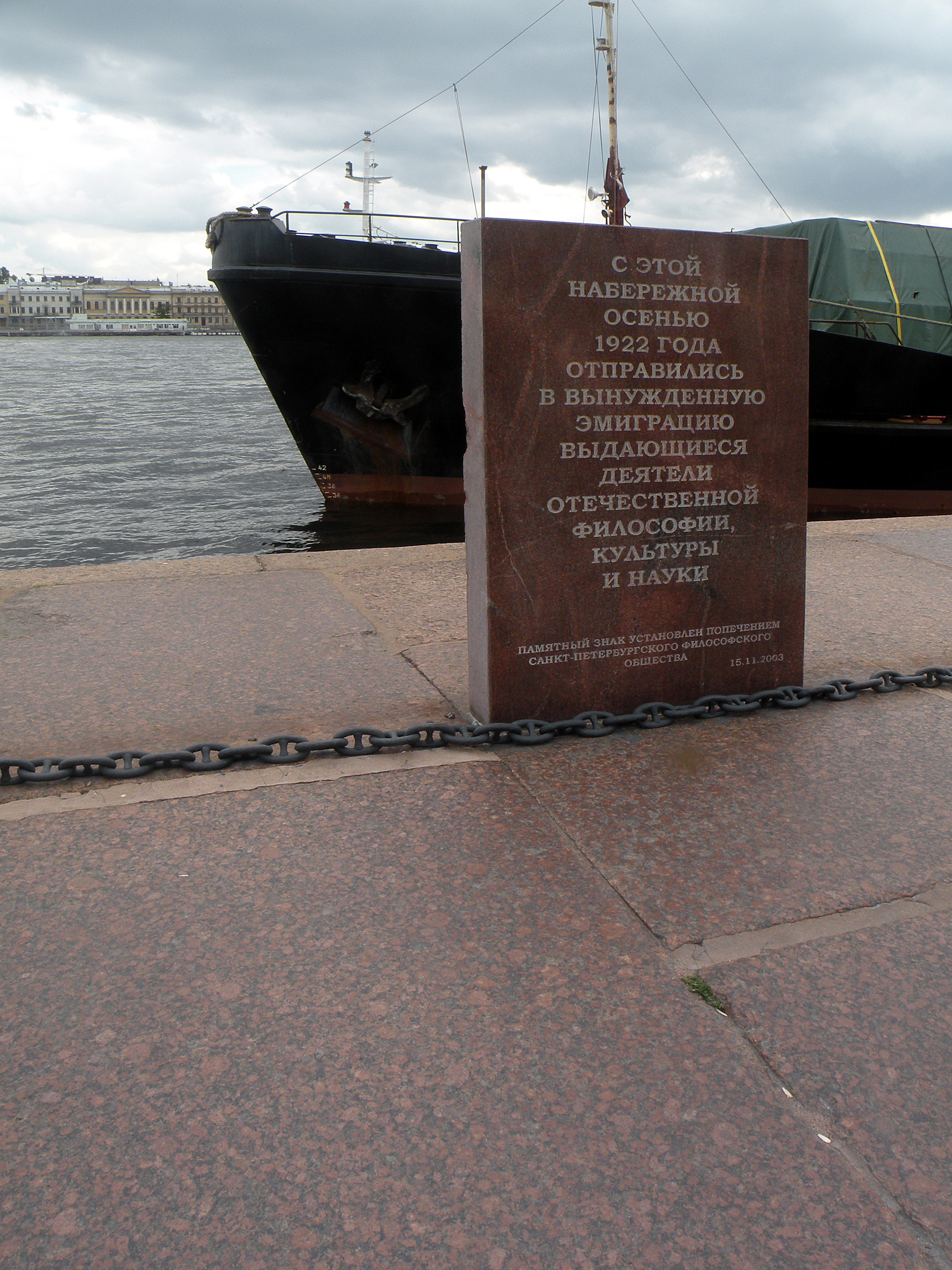
Памятник «философскому пароходу»